# Árpád-házi Mária nápolyi királyné
Árpád-házi Mária vagy Magyarországi Mária (olaszul: Maria d’Ungheria; 1257 – Nápoly, 1323. március 25.), az Árpád-házból származó magyar királyi hercegnő, V. István magyar király és Kun Erzsébet leánya, aki 1270-től Sánta Károly, Anjou hercegének (később Nápoly királyának) feleségeként nápolyi királyné.

## Élete
Öccse, IV. Kun László magyar király halála után, 1290. szeptember 21-én bejelentette igényét a magyar trónra, majd igényeiről elsőszülött fia, Martell Károly javára 1292. január 6-án lemondott. Fia korai halála után, 1295-től unokáját, Károlyt támogatta, aki ezután el is nyerte a magyar trónt.
Férje halála (1309. május 5.) után a Nápolyi Királyság trónját harmadszülött fia, I. Róbert foglalta el. Az özvegy királyné ezután Nápolyban élt, majd ott is halt meg 1323. március 25-én, 65 éves kora körül dédnagymamaként. Nápolyban temették el, síremléke fennmaradt a Santa Maria Donnaregina-templomban.

## Házassága és gyermekei
Mária hitvese az Anjou-ház nápolyi ágából származó Sánta Károly, Anjou hercege (később, 1285-től nápolyi király) volt. Férje I. Károly nápolyi és szicíliai király és I. Beatrix provence-i grófnő negyedik fiúgyermeke volt. Házasságukra 1270-ben került sor. Kapcsolatukból összesen tizennégy gyermek született:
- Martell Károly herceg (1271. szeptember 8. – 1295. augusztus 19.), magyar trónkövetelő, I. Károly Róbert magyar király apja, I. Lajos magyar király nagyapja.
- Margit hercegnő (1273 – 1299. december 31.), Charles de Valois felesége lett
- Lajos herceg (1274. február 9. – 1297. augusztus 19.), Toulouse püspöke, későbbi szentté avatott
- Róbert herceg (1277 – 1343. január 20.), apját követvén nápolyi király
- Fülöp herceg (1278. november 10. – 1331. december 26.), akháj fejedelem, Tarantó és Durazzo hercege
- Blanka hercegnő (1280 – 1310. október 14.), Igazságos Jakab hitveseként Aragónia királynéja
- Rajmund Berengár herceg (1280 körül – 1307), Andria hercege
- János herceg (1283 – 1308. március 16. után), pap lett
- Eleonóra hercegnő (1289 augusztusa – 1341. augusztus 9.), Barcelonai Frigyes hitveseként szicíliai királyné
- Mária hercegnő (1290 – 1346 áprilisa/1347 januárja), Mallorcai királynéja, Békés Sancho felesége
- Péter herceg (1291 – 1315. augusztus 29.), Eboli grófja
- János herceg (1276 – 1335 májusa), Gravina hercege
- Beatrix hercegnő (1295 – 1321 körül)